# Cephaloscyllium ventriosum
El tiburón globo (Cephaloscyllium ventriosum) es una especie de peces de la familia Scyliorhinidae en el orden de los Carcharhiniformes.

## Morfología
• Los machos pueden llegar alcanzar un metro de longitud.